# Kindes- und Erwachsenenschutzrecht
Das gegenwärtige Schweizer Kindes- und Erwachsenenschutzrecht datiert von 2013 und wird im Schweizerischen Zivilgesetzbuch geregelt. Die Ausführung des Kindes- und Erwachsenenschutzrechts liegt bei den Kantonen, die ihrerseits die hierzu nötigen Gesetze erlassen haben.
Ähnlich dem in Städten schon praktizierten Muster wurden in ländlichen Regionen Laien durch Fachpersonal ersetzt. Diese Fachleute sind interdisziplinär in der Kindes- und Erwachsenenschutzbehörde (KESB) organisiert.
Im Parlament war die Reform unbestritten, jedoch löst die Durchführung in der Praxis Kontroversen aus. Eine in diesem Zusammenhang lancierte Volksinitiative kam nicht zustande.

## Kindes- und Erwachsenenschutzbehörde

### Organisation

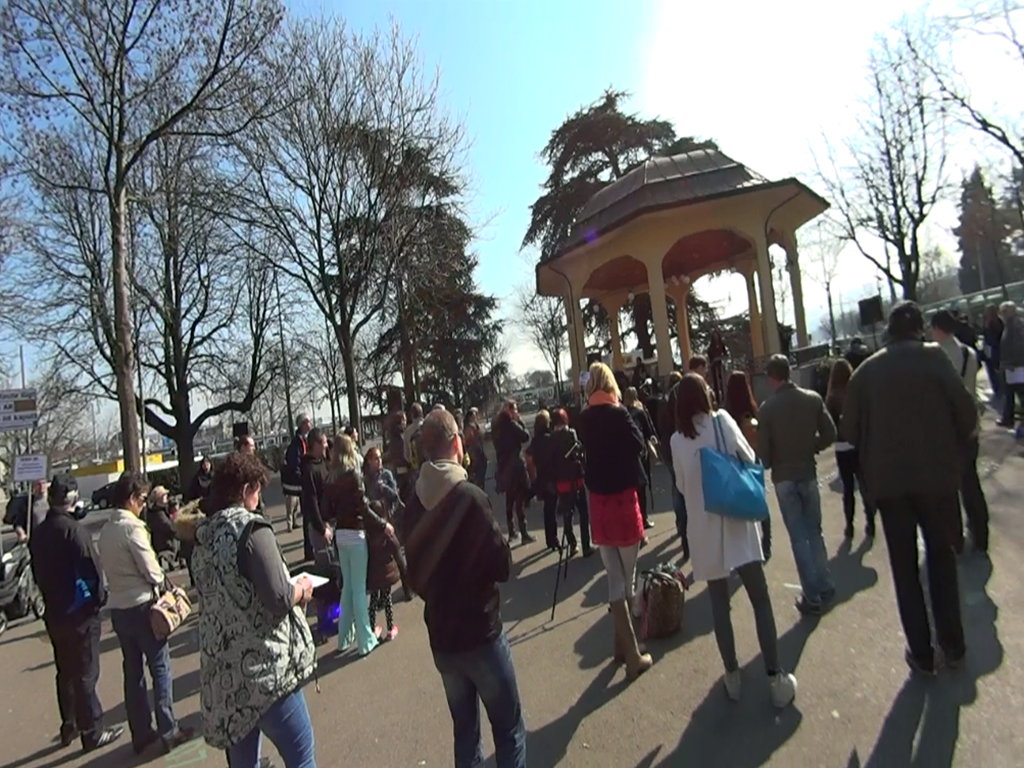
Demonstration gegen die KESB am 13. März 2015 in der Stadthausanlage Zürich

Die Kindes- und Erwachsenenschutzbehörde (KESB, Kesb) ist eine interdisziplinär zusammengesetzte, Fachbehörde in der Schweiz mit mindestens drei gewählten Mitgliedern. Je nach Kanton ist sie eine gerichtliche oder eine Verwaltungsbehörde, die auf kantonaler oder (inter-)kommunaler Ebene organisiert ist. Sie ist das zentrale Organ und gemäss Art. 440 ZGB zuständig für die Anordnung von Massnahmen und die Aufgabenbeschreibung der Mandatsträger. Sie ersetzt die frühere Vormundschaftsbehörde. Da in der Schweiz die Umsetzung des Bundesrechts den Kantonen obliegt, war es an den Kantonen, das neu geschaffene Recht zu vollziehen. Insgesamt wird die Umsetzung von Fachleuten als positiv bewertet.
2008 erfolgte eine Revision der Gesetzesgrundlagen der KESB.

### Massnahmen
Jede Massnahme der KESB ist nicht nur Hilfe, sondern oft ein Eingriff des Staates in die persönliche Freiheit und Privatsphäre der Betroffenen. Eine Massnahme wird daher nur angeordnet, wenn sie zum Schutz der betroffenen Person zwingend erforderlich ist. Sie hat so schwach wie möglich, aber so stark wie nötig zu sein (Verhältnismässigkeitsprinzip). Im Weiteren prüft die KESB, ob die Massnahme geeignet ist, den angestrebten Zweck zu erfüllen, und ob der zu erwartende Erfolg in einem vernünftigen Verhältnis zur Beschränkung der Freiheit steht.
Das Einschreiten der KESB ist nur dann angezeigt, wo eine freiwillige Betreuung oder Vertretung nicht ausreicht oder nicht zum Ziel führen würde. Deshalb muss die KESB immer erst klären, ob nicht schon vorgesorgt wurde, ob die Mittel und Angebote der privaten und öffentlichen Sozialhilfe ausgeschöpft sind und ob nicht Angehörige, nahestehende Personen oder Beratungsstellen einem Menschen in Schwierigkeiten die notwendige Hilfe und Unterstützung gewähren können. Erforderlich ist eine gegenwärtige oder zumindest unmittelbar bevorstehende Gefahr.

## Organisation
Die Organisation des Kindes- und Erwachsenenschutzes liegt in der Kompetenz der Kantone. Der Bund macht nur minimale Vorgaben. Entsprechend ist die Behördenorganisation je nach Kanton unterschiedlich umgesetzt.
Zum 1. Januar 2013 wurde mit der Revision des Zivilgesetzbuchs das Vormundschaftsrecht durch eine neue Kindes- und Erwachsenenschutzgesetzgebung abgelöst. Das Gesetz schreibt, dass Entscheide im Kindes- und Erwachsenenschutzrecht durch Fachbehörden, die Kindes- und Erwachsenenschutzbehörden, zu treffen sind.
Das Kindesrecht ist in den Art. 252–327c des Schweizerischen Zivilgesetzbuches (ZGB), das Erwachsenenschutzrecht in den Art. 360–455 ZGB geregelt. Die kantonalen Einführungsgesetze zum Kindes- und Erwachsenenschutzrecht (EG KESR) oder sonstigen kantonalen Gesetze enthalten Vorschriften zur Organisation und zur Zuständigkeit der KESB. Für das Verfahren gelten in erster Linie die Bestimmungen des ZGB, dann diejenigen des KESR, des Gesetzes über die Gerichts- und Behördenorganisation im Zivil- und Strafprozess und schliesslich die der Schweizerischen Zivilprozessordnung (ZPO). Wie jede staatliche Behörde darf die KESB nur dort handeln, wo dafür eine Rechtsgrundlage besteht (Legalitätsprinzip).
Die Voraussetzungen für eine Kindes- oder Erwachsenenschutzmassnahme, die Rechte und Pflichten der Mandatsführenden sowie die Zuständigkeiten und das Verfahren sind gesetzlich geregelt. Bei der selbstbestimmten Unterstützung dagegen können die Art und Weise der Hilfeleistung und Vertretung mittels Vollmacht oder aufgrund eines Auftragsverhältnisses frei gestaltet werden. Beispiele dafür sind der Vorsorgeauftrag, eine Patientenverfügung oder sonstige Vertretungsrechte.

## Geschichte

### 19. Jahrhundert
Im Verlauf des 19. Jahrhunderts vereinheitlichten die Kantone die öffentliche Armenpflege mittels Fürsorgegesetzen. Bedürftige waren sowohl auf private Wohltätigkeit als auch auf öffentliche Fürsorge seitens ihrer Bürgergemeinden angewiesen. Nur unverschuldete und zur Gemeinschaft gehörende Arme hatten einen Anspruch auf Unterstützung. Ausländer waren von der öffentlichen Fürsorge ausgeschlossen, weil sie kein Gemeindebürgerrecht besassen. Die Finanzierung der privaten und öffentlichen Fürsorge erfolgte im 19. Jahrhundert mehrheitlich durch Spenden und nicht durch Steuern. Der Bund steuerte 10 Prozent der Einnahmen des Alkoholmonopols bei.
Als mit der Industrialisierung eine verstärkte Binnenwanderung von Arbeitern einsetzte, wurde die Unterstützungspflicht der Bürgergemeinden zum wachsenden Problem. Ab Mitte des 19. Jahrhunderts begannen deswegen manche Kantone mit der Umstellung von der Bürgergemeinde- zur Wohnortsgemeindefürsorge, allen voran der Kanton Bern im Jahr 1857. Ebenfalls im 19. Jahrhundert entstanden auf private oder öffentliche Initiative Heime und Anstalten für Waisen, Alkoholkranke, Betagte, Jugendliche und Erwachsene.

### 20. Jahrhundert
Eine neue Generation von Fürsorgeexperten, die sich 1905 in der Schweizerischen Armenpflegerkonferenz zusammenschlossen, plädierte für eine Rationalisierung der Fürsorge nach ausländischen Vorbildern. Leitlinien bildeten dabei die Einzelfallhilfe, die Zentralisierung der Organisation, die Bürokratisierung der Verfahren und die Professionalisierung des Personals. Von Frauen selbst gegründete soziale Schulen eröffneten Frauen aus der Mittelschicht das Berufsfeld der Fürsorgerin.
Paradigmatisch zeigte sich das neue Fürsorgeverständnis in der meist städtischen Jugendfürsorge. Sie wurde mit den Kinderschutzbestimmungen des Zivilgesetzbuches (1912) und der Institutionalisierung von Aus- und Weiterbildungskursen (ab 1908) ausgebaut und verwissenschaftlicht. So professionalisierte die Stadt Zürich die ärztliche Betreuung der Schulkinder (1905) und reorganisierte das Vormundschaftswesen (1908). Dadurch weitete sich die staatliche Fürsorge von den bedürftigen Kindern auf die «verwahrlosten» und kranken Kinder aus. Die Behörden zogen dabei zunehmend wissenschaftliche Experten bei, insbesondere Ärzte und Heilpädagogen.
Bis ins 19. Jahrhundert galten Mutterschaft und Familie als natürliche Risiken, die keiner sozialstaatlichen Absicherung bedurften. Dies änderte sich nach dem Ersten Weltkrieg, als die Mutterschaftsversicherung und Familienzulagen auf die politische Agenda gesetzt wurden. 1945 verankerten Volk und Stände beide Instrumente in der Bundesverfassung. Vor allem die Rechte des Ehemannes, unter dessen Vormundschaft sich Ehefrau und Kinder befanden, sollten dabei vor staatlichen Eingriffen geschützt werden. Gleichzeitig bildeten die Geburt, Pflege und Erziehung von Kindern die Voraussetzung dafür, dass sich Gesellschaften über mehrere Generationen hinweg erhalten können. Bereits früh drängten sich deshalb sozialstaatlich bedeutsame Fragen auf: Sind Gebären und Familie wirklich Privatsache oder soll die Gesellschaft als Ganzes zur Absicherung der finanziellen Risiken und Belastungen beitragen, die mit der Mutterschaft und der Gründung einer Familie verbunden sind? An welchen Familien- und Geschlechterverhältnissen soll sich der Staat im Falle sozialstaatlicher Massnahmen orientieren?
Das Hilfswerk für die Kinder der Landstrasse entstand 1926 als Projekt der halbstaatlichen schweizerischen Stiftung Pro Juventute. Sie wurde unter der Leitung von Alfred Siegfried auf die Beine gestellt mit der von ihm formulierten Intention: «Wer die Vagantität erfolgreich bekämpfen will, muss versuchen, den Verband des fahrenden Volkes zu sprengen, er muss, so hart das klingen mag, die Familiengemeinschaft auseinanderreissen». Dass Kinder einer fahrenden Familie angehörten, war ein hinreichender Grund, sie den Eltern wegzunehmen. Diese Konzepte wurden vom Graubündner Psychiater Josef Jörger oder vom deutschen Rassenhygieniker Robert Ritter vertreten. Der Bundesrat erkannte im Februar 2025 gestützt auf ein Rechtsgutachten an, dass die im Rahmen des «Hilfswerks für die Kinder der Landstrasse» erfolgte Verfolgung der Jenischen und Sinti nach dem Massstab des heutigen Völkerrechts als «Verbrechen gegen die Menschlichkeit» einzuordnen wäre. Er bekräftigte die 2013 ausgesprochene Entschuldigung.

### Gegenwärtige Situation
Im Jahr 2013 reformierte die Schweiz das Vormundschaftsrecht umfassend. Grund war, dass das Vormundschaftswesen in den Kantonen zuvor unbefriedigend war. Die Organisation der Laienbehörden waren mehrheitlich auf kommunaler Ebene organisiert und waren zeitlich sowie fachlich überfordert. Hinzu kam, dass in den kommunalen, in der Regel politisch zusammengesetzten Behörden die Unabhängigkeit und Anonymität der Verfahren nicht immer gewährleistet war. Auch nach der Revision kommt den Kantonen ein grosser Handlungsspielraum zu, wobei sie jedoch neu bundesrechtliche Mindestanforderungen zu beachten haben (die KESB muss eine Fachbehörde sein und aus mindestens drei Sachverständigen bestehen).
Nachdem die Wiedergutmachungsinitiative im Dezember 2014 zustande gekommen war, liess der Bundesrat einen indirekten Gegenentwurf ausarbeiten. Das Plenum des Nationalrats behandelte das Geschäft in der Sondersession vom 26. und 27. April 2016 und stimmte dem indirekten Gegenentwurf mit 143 zu 26 Stimmen bei 13 Enthaltungen zu. Am 15. September 2016 behandelte der Ständerat die Vorlage und stimmte dem indirekten Gegenentwurf mit 36 zu einer Stimmen bei null Enthaltungen zu. Die Initianten zogen die Initiative daraufhin bedingt zurück (Art. 73a BPR). Da die Referendumsfrist unbenutzt abgelaufen war, trat der indirekte Gegenentwurf in Kraft und der Rückzug wurde wirksam.
Offizielle Entschuldigungen, Wiedergutmachungs- und Entschädigungszahlungen sowie Wahrheits- und Historikerkommissionen sind seit den 1980er Jahren weltweit Teil der Erinnerungskultur demokratischer Staaten geworden. Die Erinnerung und das Gedenken an die Opfer der Shoah und der nationalsozialistischen Gewaltherrschaft waren wegweisend. 1986 entschuldigte sich Bundesrat Alphons Egli dafür, dass der Bund das «Hilfswerk» Kinder der Landstrasse über Jahrzehnte unterstützt und so die systematische Verfolgung der jenischen Minderheit durch über 600 Kindswegnahmen gefördert hatte.

## Kritik
Die Vereinten Nationen kritisierten die Kinderrechtspolitik und -strategie der Schweiz. Der zuständige Ausschuss der UNO war besorgt darüber, dass es keine zentrale, unabhängige Institution zur Überwachung der Umsetzung der Konvention gibt, die über die Kompetenzen verfügt, Beschwerden zu Verletzungen von Kinderrechten auf allen Staatsebenen entgegenzunehmen und zu behandeln. Der Ausschuss empfahl, eine unabhängige Institution zur Überwachung der Menschenrechte mit einem spezifischen Überwachungsmechanismus für die Kinderrechte zu schaffen. Diese Institution solle befugt sein, Beschwerden von Kindern in kindgerechter Art und Weise entgegenzunehmen, zu untersuchen und in der Sache zu ermitteln. Sie müsse befähigt sein, die Privatsphäre und den Schutz der Opfer zu gewährleisten, die Entwicklungen zu überwachen und Folgemassnahmen zugunsten der Opfer zu treffen. Des Weiteren empfahl der Ausschuss dem Vertragsstaat, die Unabhängigkeit eines solchen Überwachungsmechanismus sicherzustellen, insbesondere bezüglich Finanzierung, Auftrag und Strafverfolgung.
Hintergründe und Resultate aus den einzelnen Projekten des Nationalen Forschungsprogramms 76 haben Schwachpunkte der Sozialpolitik identifiziert. Die Behörden sollen diese Baustellen gemeinsam mit Betroffenen und Experten angehen, um über Chancengerechtigkeit und ihre institutionellen Voraussetzungen nachzudenken und Verbesserungen zu realisieren. «Unser System der Fürsorge hat in den letzten Jahren viel gelernt. Nun ist es an der Zeit, die Umsetzung dieses Wissens voranzubringen.»

## KESCHA
Im Bestreben, Eskalationen zu verhindern initiierte Guido Fluri mit seiner Guido Fluri Stiftung die Anlaufstelle Kindes- und Erwachsenenschutz (KESCHA). Zusammen mit Integras (Fachverband Sozial- und Sonderpädagogik), der Stiftung Kinderschutz Schweiz, der Kinderanwaltschaft Schweiz, der PACH (Pflege- und Adoptivkinder Schweiz), der Pro Senectute, der Pro Infirmis und der KOKES (Konferenz für Kindes- und Erwachsenenschutz) wurde die Anlaufstelle 2017 aufgebaut. Das Familieninstitut der Universität Freiburg (CH) begleitet die Anlaufstelle wissenschaftlich, damit Erkenntnisse an die Behörden zurück fliessen können. Die Meldung richtet sich nach Art. 314 ZGB, wonach jede Person der Kinderschutzbehörde Meldung erstatten kann, wenn die körperliche, psychische oder sexuelle Integrität eines Kindes gefährdet erscheint.
Die KESCHA bietet eine Informations- und Anlaufstelle für Menschen, die von Massnahmen der Kindes- oder Erwachsenenschutzes betroffen sind, unter anderem für Fragen zu Beistandschaft oder zu Verfahren der Kindes- und Erwachsenenschutzbehörde oder der Gerichte. Nach fünf Jahren Bestehen und 12'000 Beratungen der KESCHA fordert Guido Fluri ein neues Familienverfahrensrecht.
Die KESCHA liess im Jahre 2018 gegen 1100 Fälle von der Universität Freiburg auswerten. Daraufhin gab sie einen Flyer heraus, welcher als Anleitung für eine Gefährdungsmeldung dienen soll und eine Prüfung der folgenden Punkte vorsieht, bevor eine Meldung gemacht wird:
- körperliche Gewalt
- sexuelle Ausbeutung
- psychische Gewalt
- Vernachlässigung
- Partnerschaftskonflikte

Das Ziel war, Falschmeldungen zu reduzieren, die zu böswilligen oder missbräuchlichen Zwecken gemacht wurden, was laut Bericht von 2018 häufig vorgekommen war.
Die KESCHA beteiligt sich nicht an laufenden Verfahren.